# Genre littéraire
 (août 2024).
 (octobre 2024).
Le genre littéraire est un système de classement ambigu des productions littéraires, soit selon leur forme (poème, pièce de théâtre, roman, essai…), soit selon leur sujet ou leur registre (comique, didactique…).
Divers critères peuvent se combiner et se chevaucher pour déterminer des catégories secondaires, la liste des genres n'est en effet pas close.

## Concept
À quels genres appartiennent les premières œuvres humaines considérées comme littéraires ? Comment et pourquoi cette nécessité de classification à travers l'histoire se met en place ? Est-ce une convention ? Toutes les productions orales et écrites renvoient-elles nécessairement à un genre ?

### Histoire
Le débat sur la constitution des genres littéraires existe depuis Platon et surtout depuis l'ouvrage majeur en la matière d'Aristote : la Poétique.

### Conceptions contemporaines
Inscrire une œuvre dans un genre est une façon de répondre à l'horizon d'attente d'un public donné. Selon la façon dont une œuvre est présentée (roman, autobiographie, comédie, drame…), le lecteur s’en fait une représentation plus ou moins stéréotypée, qui peut cependant être remise en question lors de la lecture. Le genre est donc, avant tout, une convention qui donne un cadre au public et fonctionne comme un modèle d'écriture pour les auteurs. C'est ce que souligne Tzvetan Todorov : « Chaque époque a son propre système de genres, qui est en rapport avec l'idéologie dominante. Une société choisit et codifie les actes qui correspondent au plus près à son idéologie ; c'est pourquoi l'existence de certains genres dans une société, leur absence dans une autre, sont révélatrices de cette idéologie. »
Un genre est aussi un premier échange entre l'auteur et le lecteur qui se fait au moyen du paratexte. L'étiquetage du genre est parfois délicat à déterminer comme pour l'autofiction qui joue sur réalité et imaginaire entre roman et autobiographie, le roman à thèse comme Le Dernier Jour d'un condamné qui appartient à la fois au roman et au genre argumentatif, ou encore pour l'épopée, genre à la fois narratif et versifié.
Les genres sont avant tout une classification commode à manier en pédagogie, permettant d'appréhender les caractéristiques des productions littéraires.
Nombre d'auteurs et d'universitaires ont proposé des classifications.

## Liste de genres littéraires

### Poétiques
Les genres poétiques présentent une grande variété des formes qui ont évolué avec les siècles. Ils sont pour l'essentiel associés à des conventions techniques et typographiques comme la mise en page des vers ou les différents mètres. Caractérisés par le travail de la forme, ils se singularisent par la musicalité, l'expression des émotions et la force de suggestion (images).
- Art poétique
  - Ballade
  - Calligramme
  - Chanson
  - Chant royal
  - Élégie
  - Épigramme
  - Épopée
  - Fable
  - Fatrasie
  - Ghazel
  - Haïku
  - Hyangga
  - Kyōshi
  - Lai
  - Madrigal
  - Miscellanées
  - Motet
  - Nouvelle
  - Ode
  - Pastourelle
  - Poème autobiographique
  - Poésie en prose
  - Poésie pastorale
  - Poésie philosophique
  - Poème de cinq lignes
  - Oaristys
  - Rondeau
  - Rondel
  - Sestina
  - Sextine
  - Serventois
  - Sirvente
  - Sonnet
  - Tanka
  - Triolet
  - Villanelle
  - Virelai

### Narratifs
Les genres narratifs sont caractérisés par le récit de l'enchaînement plus ou moins complexe des événements, des péripéties avec la possibilité d'en établir le schéma narratif et de définir le principe général de l'action par le schéma actanciel qui expose les différents rôles présents dans le récit. On peut également définir le statut du narrateur (ou des narrateurs), distinct(s) de l'auteur sauf mention particulière, ainsi que les points de vue narratifs choisis et la structure chronologique de l'œuvre. Polymorphes, les genres narratifs exploitent aussi bien les différents discours (direct, indirect, indirect libre) et la description (cadre spatio-temporel, portraits) que le récit proprement dit (péripéties), le commentaire ou l'expression poétique. Ils se déterminent aussi par leur longueur, leur rapport au réel et au fictionnel ainsi que par leur objet comme l'écriture de soi dans l'autobiographie .
- Roman
  - Roman courtois
  - Roman historique
  - Roman épistolaire
  - Roman-mémoires
  - Roman gothique
  - Roman d'amour
    - Romances
      - Romance historique

  - Roman industriel
  - Roman réaliste
  - Novella (roman court)
  - Nouvelle fiction
  - Non-fiction
    - True crime

  - Roman d'aventures
    - Monde perdu

  - Roman policier
    - Roman noir
    - Roman d'espionnage
    - Roman à énigme

  - Anticipation (fiction)
  - Science-Fiction
    - Cyberpunk
    - Space Opera
    - Science-fiction humoristique
    - Science fantasy

  - Fantasy
    - Light fantasy (fantasy humoristique)
    - High fantasy
    - Dark fantasy

  - Fantastique
    - Horreur

  - Merveilleux
  - Steampunk
  - Biographie
    - Autobiographie
    - Autofiction
    - Journal intime
    - Récit de voyage
    - Mémoires
    - Confessions

  - Conte
  - Épopée
    - Chanson de geste
    - Récit de conquêtes

  - Nouvelle
    - Kalendergeschichten

  - Nano-littérature 
    - Micronouvelle
    - Twittérature
    - Fragment
    - Drabble

  - Témoignage
    - Entretien
    - Reportage

### Théâtraux
Les genres théâtraux sont marqués par l'oralité et l'éphémère, par la double énonciation et la fonction du comédien et aussi par les données pratiques du spectacle. Ils sont souvent catégorisés en sous-genres plaisants (comédie) ou sérieux (tragédie).
- Pièce de théâtre
  - Tragédie
  - Comédie
  - Tragicomédie
  - Sotie
  - Farce
  - Moralité
  - Drame
  - Miracle
  - Mystère
  - Proverbe

### Épistolaires
Les genres épistolaires consistent en correspondance authentique où l'on rencontre aussi bien la confidence que la prise de position, et les lettres fictives, avec le cas particulier du roman par lettres (ex. Les Liaisons dangereuses) délicat à catégoriser.
- Lettre (Madame de Sévigné)
- Épître

### Argumentatifs
Ils cherchent à convaincre et à séduire en prenant parti avec des stratégies argumentatives variées incluant le traitement des thèses en présence (modalisation), le rapport entre le locuteur et le destinataire comme dans le maniement des arguments et des exemples.
- Essai
- Apologue
  - Fable
  - Fabliau
  - Conte philosophique
  - Parabole (rhétorique)
- Pamphlet
- Livre de référence
- Sermon
  - Prêche
  - Bulle
  - Encyclique
- Parodie (littérature)
- Portrait
- Pensées
- Tribune

### Descriptifs
Le genre est la galerie de portraits. Les Caractères, de La Bruyère, accompagnés d'une visée argumentative, sont classés comme telle.

### Graphiques
Dans la bande dessinée, on retrouve les mêmes genres (aussi appelés thèmes) que dans la littérature classique (fantastique, policier, etc.). Par simplicité, on a l'habitude de dire de la bande dessinée franco-belge, du manga ou du comic qui sont des genres de BD (alors, qu'en réalité, ils sont surtout un type et un format de BD).
Il existe néanmoins d'autres genres (narratifs, graphiques) spécifiques à la BD, quel que soit le type ou le format dans lequel l'œuvre est publiée :
- Roman graphique, récit qui raconte une histoire à la manière d'un roman, sans forcément qu'il puisse appartenir à un autre genre narratif ou graphique.
- Bande dessinée historique
  - Western
  - Pirates
  - Croisade
- Bande dessinée d'aventure
- Roman d'amour
- Policier
  - Thriller
  - Roman noir
  - Roman à énigme
- Fantastique
- Science-fiction
  - Cyberpunk
  - Steampunk
  - Space Opera
  - Anticipation
  - Fantasy
    - Dark
    - Urbaine
    - Heroic
    - Light
    - Romantic
    - Space

### Formes brèves
La notion de forme brève est vaste : « une étourdissante diversité » (Alain Montandon, Formes brèves (1992).
- proverbe, sentence, épigramme, gnomê apophtegme, citation, dicton, adage…
- maxime, paradoxe, greguería…
- aphorisme, pensée(s), essai, adab, haïbun…
- fragment, caractère, portrait…
- witz, jeu spirituel, jeu d'esprit, mot d'esprit, pointe, jeu de mots, contrepèterie…
- calembour, fable-express…
- blague
- énigme, devinette, sirandane, charade, rébus, casse-tête, intégramme…
- emblème, devise…
- anecdote, biographème, -ana, apologue, exemplum, micronouvelle, drabble…
- examen de conscience, confession, confession négative...
- privilèges (à la Stendhal)[3] (1840)
- twittérature, microblog…
- lettre ouverte, libelle, pamphlet, tract…
- formes poétiques brèves : chanson, chansonnette, sonnet, triolet, rondeau, madrigal, limerick, formulette d'élimination (comptine), haïku,virelangue…
- Liste(s)
  - Adeptes des listes : Li Shangyin, Sei Shōnagon, Yoshida Kenkō, Pascal Quignard

### Expérimentaux
- Contrainte
- Expérimentale

### Formes en ligne
- Littérature numérique
- Creepypasta
- Fanfiction
- Blogs